# MVP mistrzostw Azji w koszykówce kobiet
MVP mistrzostw Azji w koszykówce kobiet – nagroda przyznawana najbardziej wartościowej zawodniczce mistrzostw Azji w koszykówce kobiet.

## Laureatki
|                 | oznacza zawodniczkę, której zespół wygrał turniej w tym samym roku |
|                 | oznacza członkinię FIBA Hall of Fame                               |
|                 | oznacza nadal aktywną zawodniczkę                                  |
| Zawodniczka (X) | oznacza kolejną nagrodę, przyznaną tej samej zawodniczce           |
| Zespół (X)      | oznacza zespół, którego zawodniczka zdobyła po raz kolejny nagrodę |

| Rok  | Zawodniczka        | Pozycja    | Zespół               | Przyp. |
| ---- | ------------------ | ---------- | -------------------- | ------ |
| 1968 | Annie Goh Koon Gee | –          | Malezja              |        |
| 1970 | Takeko Arakaki     | –          | Japonia              |        |
| 1982 | Park Chan-sook     | –          | Korea Południowa     |        |
| 1997 | Yoo Young-joo      | –          | Korea Południowa (2) |        |
| 1999 | Chun Joo-weon      | Obrońca    | Korea Południowa (3) |        |
| 2001 | Hu Xiaotao         | Skrzydłowa | Chiny                |        |
| 2004 | Miao Lijie         | Skrzydłowa | Chiny (2)            | [ 1 ]  |
| 2009 | Bian Lan           | Skrzydłowa | Chiny (3)            | [ 2 ]  |
| 2011 | Miao Lijie (2)     | Skrzydłowa | Chiny (4)            | [ 3 ]  |
| 2013 | Ramu Tokashiki     | Skrzydłowa | Japonia (2)          | [ 4 ]  |
| 2015 | Ramu Tokashiki (2) | Skrzydłowa | Japonia (3)          | [ 5 ]  |
| 2017 | Kelsey Griffin     | Skrzydłowa | Australia            | [ 6 ]  |
| 2019 | Nako Motohashi     | Obrońca    | Japonia (4)          | [ 7 ]  |
| 2021 | Himawari Akaho     | Skrzydłowa | Japonia (5)          | [ 8 ]  |
| 2023 | Han Xu             | Środkowa   | Chiny (5)            | [ 9 ]  |